# نبرد خلیج میلنه
نبرد خلیج میلنه (انگلیسی: Battle of Milne Bay) یکی از نبردهای جنگ اقیانوس آرام بود.